# ريشة غزال
ريشة غزال «ريشة غزال» هي الرواية الأولى للمؤلفة «غزالة فوزي»، (صدرت في عام 2015م) هي رواية سريالية مليئة بالمعلومات السريّة التي لربما قبل نشر القصة كانت مقصورة على فئة معينة من البشر. تم تناقل أجزاء من هذه الرواية على مدار سنوات عدة دون ترتيب معين عن طريق الإنترنت أو عن طريق ترك أجزاء من القصة في مقاهي مختلفة، إلى أن تم أخيرا تجميع جميع هذه الأجزاء ونشرها دون الاستعانة بأي من دور النشر.

## أبطال الرواية
يوجد العديد من الشخصيات الممزوجة بالسحر في القصة كلايتن الألبينيه وكأيتن ذات الصلة الغريبة بالغزلان وبلقيس النيليه والأب نافخ الزجاج وأخيرا أيل من يتناول مواد مهلوسة داخل غرفة الاعتراف كي لا يشعر بالضجر.

## اقتباسات
نجتمع على هذا الكوكب ككيان واحد، كالكتب واحد بجانب الآخر مكدسين على رفوف لا متناهية، كل منا على غرار الآخر يحاول اكتشاف قصته وهدفه في الحياة.
الحقيقة هي أن هذا هو هدفنا، وهذه هي قصتنا، جوهرها أننا واحد. ما الذي تعلمته عن نفسك؟ ماذا تريد لنفسك؟ هل ستصبح شكلاً متلاشياً من الفلكور أم تراثاً ملحمياً للواقع؟ العالم سينمو معلقاً بهذه القصة المثيرة التي ننتظر بفارغ الصبر قراءتها متناسين أننا في الحقيقة من يكتبها.